# Deposito locomotive di Cosenza

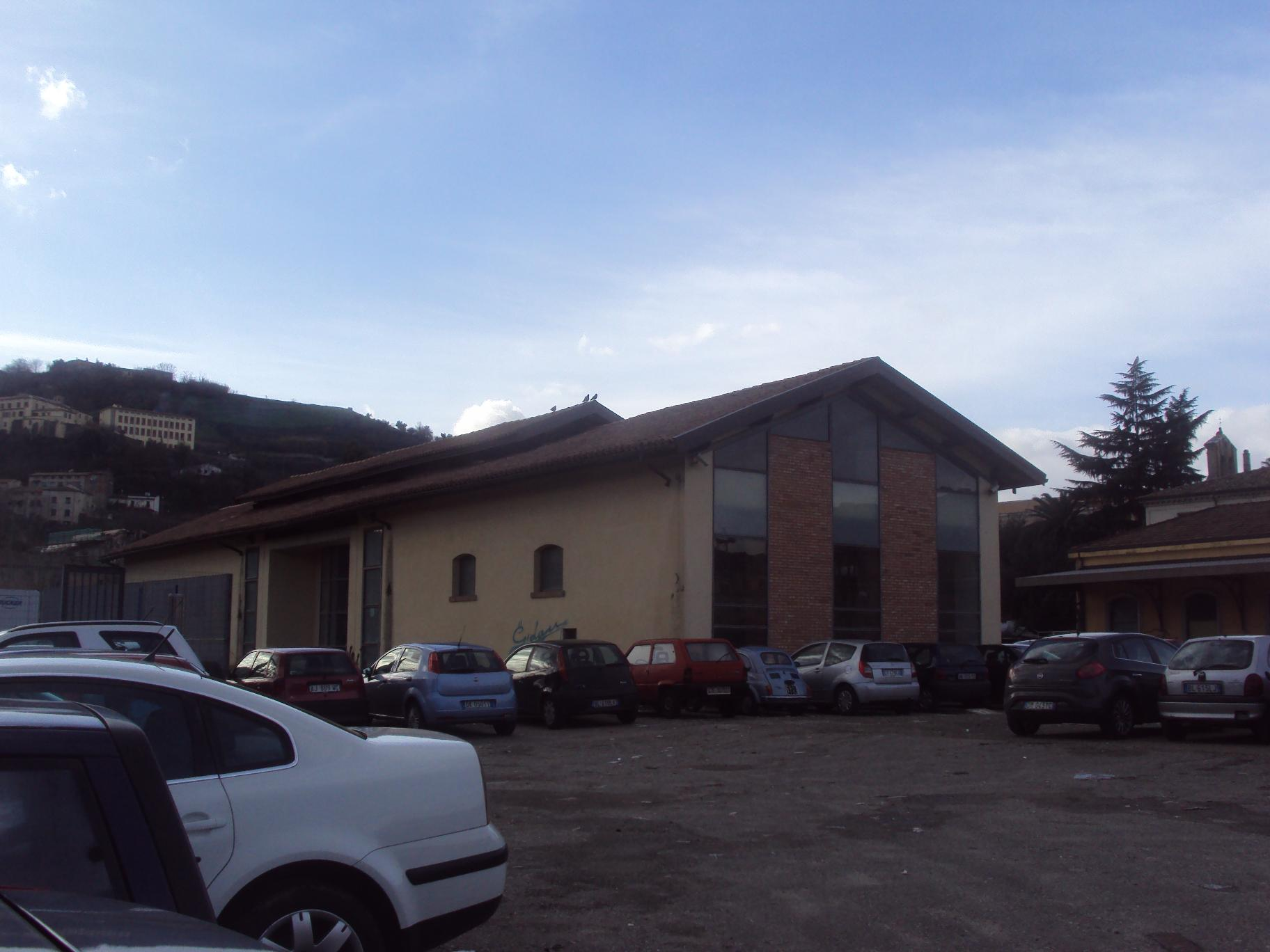
L'antica rimessa locomotive

Il deposito locomotive di Cosenza è una infrastruttura di servizio ferroviario per la sosta, la manutenzione ed il rifornimento di locomotive delle Ferrovie dello Stato per le esigenze specifiche della Ferrovia Cosenza-Sibari e della Ferrovia Paola-Cosenza.

## Storia
Il deposito locomotive di Cosenza ebbe origine in seguito alla costruzione della ferrovia che dalla stazione della città cosentina si collegava alla linea Jonica nella stazione di Sibari. La linea venne inaugurata nel 1879 e il piccolo impianto, costruito dalla Società Italiana per le strade ferrate meridionali a fianco della stazione di Cosenza, divenne la sede e il ricovero delle Locomotiva a vapore SFM. Nel 1906 venne acquisito nel patrimonio infrastrutturale delle Ferrovie dello Stato, in seguito alla statalizzazione delle ferrovie e al riscatto delle Meridionali. Nel 1915 in seguito alla costruzione della ferrovia a cremagliera per Paola, ebbe una dotazione di locomotive adatte, del gruppo 980, sostituite alcuni anni dopo dalle più potenti 981.

In seguito, a metà degli anni trenta, le FS decisero di potenziare l'offerta viaggiatori sulla Paola-Cosenza gravata dalla percorrenza estremamente lunga, dell'ordine delle 3 ore, dei treni a vapore utilizzando dal 1937 9 unità ALn 56.1900, espressamente progettate per la linea. Per garantirne il rimessaggio e la manutenzione corrente l'impianto subì una modifica con la costruzione di capannoni di rimessaggio e pertinenze relative al rifornimento di gasolio.
Alla fine degli anni sessanta nell'impianto era presente anche qualchelocomotiva 851 per il servizio di manovra, oltre alle 625. Alla fine degli anni sessanta vennero assegnate al Deposito Locomotive di Cosenza alcune locomotive diesel D.341, 1ª serie, che sostituirono le locomotive a vapore nei servizi viaggiatori.
Dal 31 maggio 1987, con l'attivazione della nuova linea di base attraverso la Galleria Santomarco, l'impianto, spostato nella nuova sede adiacente alla nuova stazione, ebbe assegnate alcune E.424 navetta, precedentemente in dotazione del dismesso Deposito locomotive di Paola, perdendo tuttavia di importanza rispetto al passato; dal giugno 1997 è stato declassato a Rimessa locomotive.
A partire dal 2000 e per tutto un decennio, con la denominazione di Ex Deposito Ferroviario, è stato gestito dal Comune di Cosenza ed ha ospitato diverse associazioni cittadine ed iniziative di carattere sociale e culturale: concerti, mostre di arte contemporanea, iniziative di volontariato, dibattiti. Dal 2010 la struttura, completamente ristrutturata al suo interno, ospita il Caffè Letterario "Città di Cosenza"

## Caratteristiche
L'impianto, non molto esteso, era dotato di Piattaforma girevole ferroviaria, rifornitore di acqua e di carbone; a lato alla doppia rimessa locomotive era posto il rifornitore di gasolio. In seguito alla costruzione della stazione delle FCL il deposito si trovò stretto tra le due stazioni senza possibilità di ulteriore espansione. Erano presenti anche le officine di riparazione per locomotive a vapore.

## Locomotive in dotazione

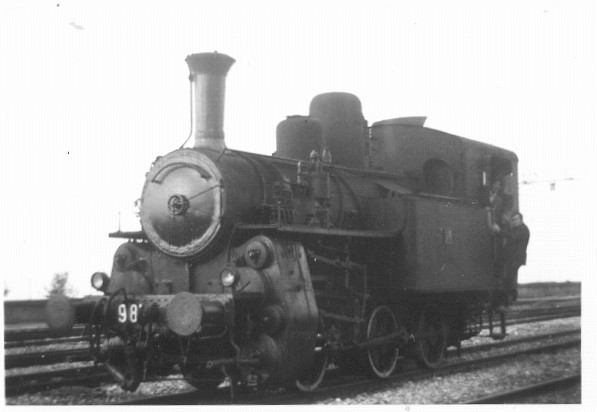
Una locomotiva 981 del Deposito locomotive di Cosenza in manovra a Paola nel 1970

L'impianto ha avute assegnate un certo numero di locomotive e rotabili per le esigenze del servizio sulla linea per Sibari e in seguito su quella per Paola.

### Locomotive a vapore
- Locomotiva FS 625
- Locomotiva FS 851
- Locomotiva FS 980
- Locomotiva FS 981

### Locomotive diesel
- Locomotiva FS D.341

### Locomotive elettriche
(dal 1987)
- Locomotiva FS E.424
- Locomotiva FS E.626

Il deposito di Cosenza era sede di Carro soccorso di 2ª categoria per tutte le operazioni di soccorso in linea e pronto intervento tecnico per guasti o incidenti che riguardavano il settore trazione e i rotabili relativi.